# Annihilationismus
Der Annihilationismus verneint die traditionelle Vorstellung über die Hölle im Christentum. Dieser Auffassung zufolge sei der  endgültige Zustand der „Gottlosen“, insbesondere der Atheisten (siehe den Eintrag Sünder) die vollständige Auslöschung oder Vernichtung (lat.: annihilatio), entgegen der traditionellen Ansicht, dass die Hölle als ein Ort ewiger Qual sei.
Zugerechnet werden Anhänger der protestantischen Theologie, der Freikirche der Siebenten-Tags-Adventisten, der Christadelphians, der Bibelforscherbewegung und deren Derivate wie die Zeugen Jehovas.

## Lehre
Nach traditioneller Auffassung bestehen Menschen aus Leib und Seele und die Seelen der Sünder werden ewig gequält.
Eine weitere Auffassung ist die Allversöhnung, die besagt, dass alle gerettet werden.
Nach dem Annihilationismus werden die Sünder komplett vernichtet (lat.: annihilare).
Eine Variante ist die Ansicht, dass die Seele nicht aus sich selbst heraus unsterblich ist und der Tod nur ein temporärer Zustand der Nichtexistenz (oder des Schlafs) ist, aus dem sie zum Jüngsten Gericht von Gott auferweckt werden. 

## Geschichte
Die Mehrheit der christlichen Theologen von Tertullian bis Luther vertritt die traditionelle Ansicht über die Hölle. 
In der Kirchengeschichte gibt es bedingte Unsterblichkeit in den Schriften von Justin dem Märtyrer († 165) und Theophilus von Antiochien († 185). Arnobius († 330) verteidigte den Annihilationismus.
Das Zweite Konzil von Konstantinopel und später das Fünfte Laterankonzil verurteilten diese Lehre. Nach der Reformation trat er im Glaubensbekenntnis der General Baptists von 1660 auf.
Später vertraten ihn William Miller aus der Adventbewegung, die Siebenten-Tags-Adventisten, die Bibelforscherbewegung und weitere evangelikale Theologen, darunter der anglikanische Autor John Stott.

## Rechtfertigung
Grundlegend für die annihilationistische Sicht sind die Begriffe der göttlichen Gerechtigkeit und der göttlichen Liebe. Annihilationisten vertreten die Auffassung, dass das Konzept eines Ortes der ewigen Qual abstoßend und dass dies auch eine ungerechte unendliche Strafe für die endlichen Sünden eines endlichen Erdenlebens sei. Sie verneinen auch die Vorstellung, dass die Gerechten ein glückliches Leben führen können, wenn sie wissen, dass ihre geliebten Angehörigen (soweit sie im Gericht verurteilt wurden) zur selben Zeit im ewigen Feuer brennen. Traditionalisten antworten hierauf, dass nur Gott befugt sei, festzulegen, was göttliche Gerechtigkeit ist, und vermuten, dass die Annihilationisten hier dem Druck der Moderne nachgeben.
Annihilationisten vertreten auch die Auffassung, dass die traditionellen Ansichten über die Hölle auf dem Konzept der unsterblichen Seele aus der griechischen Philosophie basieren, das fälschlicherweise in die Bibel hineingetragen wurde. Traditionalisten halten dies für unwichtig und verweisen auf Bibelverse, mit denen sie ihre Ansicht der unsterblichen Seele aus der Bibel begründen.
Annihilationisten verteidigen ihren Standpunkt auch dadurch, dass sie sagen, die Vorstellung der ewigen Qual sei ein Missverständnis von bestimmten Bibelversen. Einige meinen sogar, das Konzept der unsterblichen Seele sei nichts anderes als eine Umschreibung der Lüge der Schlange im Garten Eden, die den Menschen sagte: „Ihr werdet nicht sterben.“
Sowohl Traditionalisten als auch Annihilationisten meinen, dass ihre Ansichten den biblischen Aussagen über die Hölle entsprechen. Ein Großteil der Diskussion dreht sich um Terminologie und die Symbolik der Offenbarung. Annihilationisten meinen, dass diejenigen Passagen, die von einer Vernichtung der Gottlosen sprechen (z. B. Johannes 3,16  oder Matthäus 10,28 , in englischen Übersetzungen steht hier zumeist „destroy“, was den Gedanken der Vernichtung stärker ausdrückt als das deutsche „Verderben“) oder vom Schlaf der Toten (z. B. Joh 11,11  oder Prediger 9,5+6+10), wörtlich verstanden werden sollten, während Passagen aus dem Buch der Offenbarung über eine ewige Qual (z. B. Off 20,10 ) bildlich zu verstehen seien. Traditionalisten sehen dies umgekehrt.
Eine Herausforderung für den (christlichen) Annihilationismus ist u. a. das von Jesus Christus selbst bestätigte Leben im Paradies nach dem Tod: Und Jesus sprach zu ihm: Wahrlich, ich sage dir: Heute wirst du mit mir im Paradies sein (Lukas 23,43 ). Dem wird in der Regel mit der Erklärung begegnet, dass es im griechischen NT keine Satzzeichen gibt. So kann der Doppelpunkt auch anders gesetzt werden: Wahrlich, ich sage dir heute: Du wirst mit mir im Paradies sein. 

## Annihilationistische Vorstellungen in anderen Religionen
Auch in anderen Religionen als dem Christentum existieren annihilationistische Vorstellungen, in Bezug auf das Schicksal der Ungerechten nach dem Tod. So gab es im alten Ägypten den Glauben an die Vernichtungsstätte Hetemit. In den 13 Glaubenssätzen des Maimonides findet sich auch die Vorstellung einer Vernichtung der Seelen der Ungerechten. Die Mandäer glauben an die, am Ende der Tage erfolgende, Auslöschung des Dämonen Ur mitsamt jener Seelen, welche in seinem Inneren nicht gereinigt werden konnten.